# Кондряево
Кондряево — деревня в Судогодском районе Владимирской области России. Входит в состав Мошокского сельского поселения.
Деревня расположена в 20 км на юго-восток от Судогды.

## История
В Кондряево были переселены помещиком крестьяне из других деревень, дабы удобнее было отправлять их на барщину. Возможно, это д. Конева и д. Плоское, упоминаемые в составе прихода Тимофеевского погоста, куда входило и Кондряево в 1676 году.
В середине XIX века в Кондряеве было 96 дворов, одна из крупнейших деревень в составе Мошенской волости Судогодского уезда.
С 1874 года в Кондряеве была земская народная школа, в которой обучалось 67 человек.
В 2012—2013 годы в деревне была возведена деревянная православная часовня.

## Население
| 1859 | 1897 | 1905 | 1926 | 2002 |
| ---- | ---- | ---- | ---- | ---- |
| 752  | 915  | 872  | 1005 | 493  |

| 1859 | 1897 | 1905 | 1926  | 2002 | 2010 | 2021 |
| ---- | ---- | ---- | ----- | ---- | ---- | ---- |
| 752  | ↗915 | ↘872 | ↗1005 | ↘493 | ↘403 | ↘253 |